# Франкенхардт
Франкенхардт (нем. Frankenhardt) — община в Германии, в земле Баден-Вюртемберг. 
Подчиняется административному округу Штутгарт. Входит в состав района Швебиш-Халль.  Население составляет 4664 человека (на 31 декабря 2010 года). Занимает площадь 69,87 км².